# Юхас, Иштван
Иштван Юхас (венг. István Juhász; 17 июля 1945, Будапешт — 16 сентября 2024) — венгерский футболист, играл на позиции полузащитника.
Большую часть карьеры выступал за клуб «Ференцварош», а также национальную сборную Венгрии.

## Клубная карьера
Во взрослом футболе дебютировал в 1963 году выступлениями за клуб «Ференцварош», в котором провёл четырнадцать сезонов, приняв участие в 302 матчах национального первенства Венгрии. Большую часть времени, проведённого в составе «Ференцвароша», был основным игроком команды. В её составе пять раз становился чемпионом Венгрии в сезонах 1964, 1967, 1968 и 1975/76, а также трижды выигрывал Кубок Венгрии — в 1972, 1974 и 1976 годах. Кроме того Юхас с командой дважды достигал финала Кубка ярмарок. В 1965 году в решающем матче венгры победили «Ювентус» 1:0, а в 1968 году уступили «Лидс Юнайтед» (0:1, 0:0). Впоследствии, в 1975 году, команда с Иштваном третий раз пробилась в финал Еврокубка — в этот раз до финала Кубка кубков, где команда была повержена киевским «Динамо» 0:3.
Завершил профессиональную игровую карьеру в американском клубе «Сан-Диего Сокерз», за который играл в Североамериканской футбольной лиге (NASL) до конца своей карьеры в 1979 году.

## Выступления за сборную
В 1969 году дебютировал в официальных матчах в составе национальной сборной Венгрии.
В составе сборной был участником футбольного турнира на Олимпийских играх 1968 года в Мехико, получив титул олимпийского чемпиона, а также чемпионата Европы 1972 года в Бельгии, где Юхас сыграл в обоих матчах сборной на турнире, а команда заняла последнее 4 место.
Всего в течение карьеры в национальной команде, которая длилась 6 лет, провёл в форме главной команды страны 23 матча, забив 1 гол.
Умер в сентябре 2024 года в возрасте 79 лет.

## Достижения

### Командные
- Чемпион Венгрии: (5): 1963, 1964, 1967, 1968, 1976
- Обладатель Кубка Венгрии (3): 1972, 1974, 1976
- Обладатель Кубка ярмарок: 1965
- Финалист Кубка кубков УЕФА: 1975
- Финалист Кубка ярмарок: 1968
- Олимпийский чемпион 1968

### Личные
- Футболист года в Венгрии: 1973

## Ссылка
- Профиль на сайте National Football Teams (англ.)
- Профиль игрока на сайте EU-Football.info (англ.)
- Профиль на сайте FIFA.com (англ.)
- Иштван Юхас — олимпийская статистика на сайте Sports-Reference.com (англ.)